# Southam
Southam est une ville du district de Stratford-on-Avon dans le Warwickshire, en Angleterre.
Elle a accueilli un concile, en 787, quand la ville s’appelait encore Calchut.